# 错失恐惧症
错失恐惧症（英語：Fear of missing out），也称社群恐慌症。是指由自己的不在场所产生的不安与持续性焦虑。患者总感到自己不在时可能发生非常有意义的事。
这种社会焦慮被描绘为在于他人相处时总是想获得对方全身心的关注。或是一种对错失机会后后悔的恐惧。这种恐惧使得患者不自主地陷入到对错失诸如 “社会关系、人生经历、投资机遇”等有意义事件的不安中。换言之，当病患面对任何可能存在的不确定性时，这种焦虑就会不断袭来，以至于产生对当前决定的错误判断。
在自我決定論中，证明自己与他人的社会关联被认为是一种合理的精神需求，可是这种需求有时也会影响人们的精神健康 。在该理論的框架下，错失恐惧症可被看作人们因为渴望达到预期需求而产生的一种自我调节状态。
随着技术的发展，主要的社交方式已经由以往的面对面相处发展到线上：移动电话与互联网等通信科技，Facebook、Twitter等社交網路服務让关注社交的门槛大为降低。但另一方面，这些持续性的交流方式也导致了人们对互联网的依赖。例如过度关注于对方是否保持在线，可能恐惧对方在不在线时失去了与自己的联系，甚至有可能发展成病理性互联网使用（对网路有超出一般需求的依赖）。由于这样的焦虑可引发负面情绪的积累，错失恐惧症往往被认为对身心健康有负面影响。

## 历史

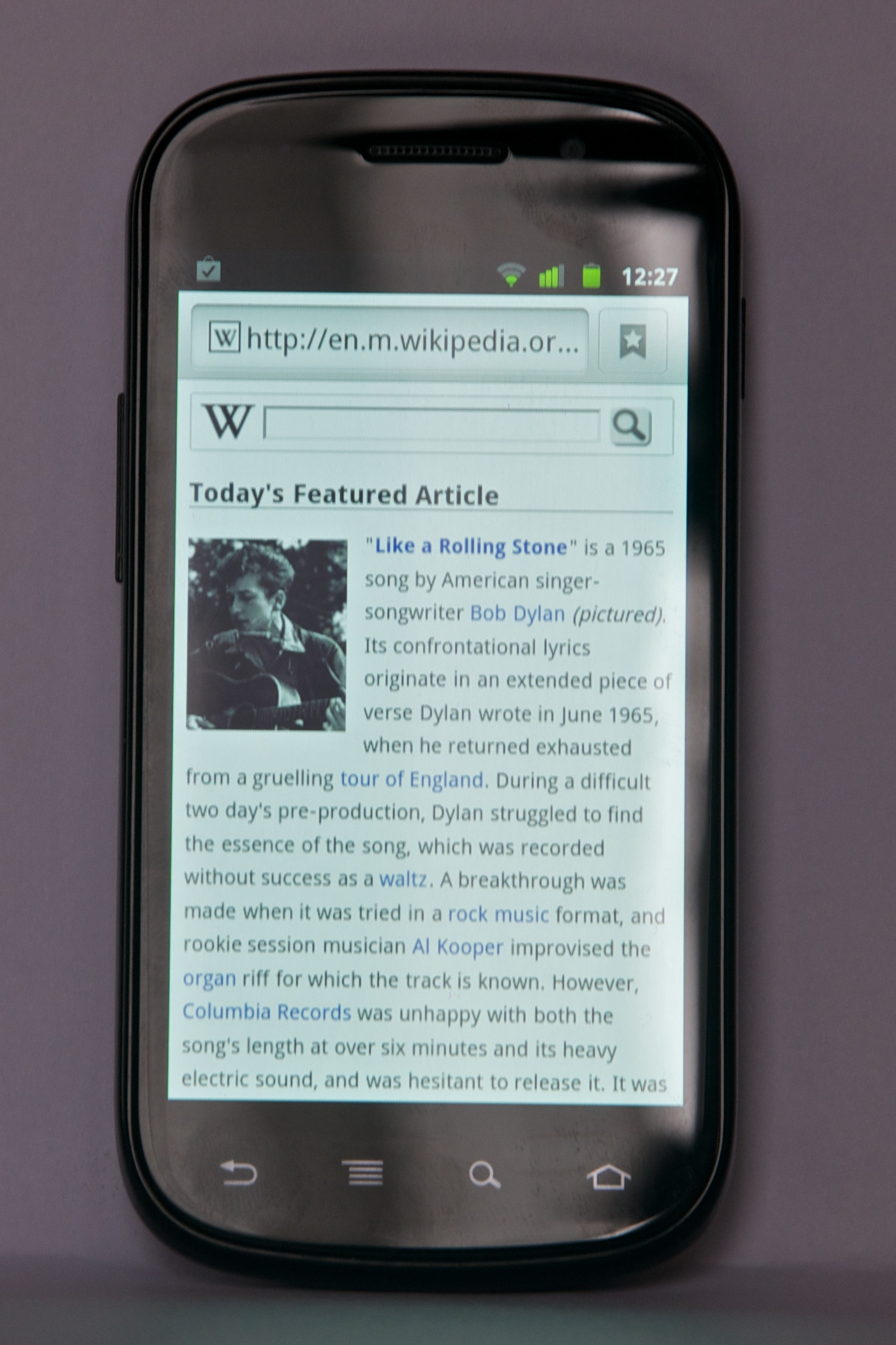
智能手机使得人们能够与职场与社交场实时联系，你可能时不时情不自禁地检查是否有状态更新、是否有新的简讯，生怕错过了什么机会或者事情。

英语中，用来描述这一焦虑的词语Fear of missing out或FOMO在2004年被提出。作家帕特里克 J.麦金尼斯（Patrick J. McGinnis）在哈佛商学院的杂志The Harbus中，发表了题为《麦金尼斯的两个FO：哈佛商学院的社会理论》（McGinnis' Two FO's: Social Theory at HBS）的文章，在其中Patrick提及了FOMO和另一个关联的情况——FOBO，即对更好的选择之存在的恐惧（Fear of a Better Option），他在文章中提到了这两种恐惧在哈佛商学院社交生活中的作用。FOMO其实可以再往前追溯到2004年学者约瑟夫·雷格尔（Joseph Reagle）在该杂志上的一篇文章。但其指代概念的起源其实是在营销专家丹·赫尔曼（Dan Herman）的在2000年发表的一篇题为"引入短期品牌：新的消费者现实下的新品牌推广工具（Introducing short-term brands: A new branding tool for a new consumer reality）”的学术文章中；在其中丹·赫尔曼提出了错失某件事的恐惧（fear of missing out something）。

## 描述
错失恐惧症（FOMO）指的是对某个社交事件、某段社交经历、某次社交互动既没参与也不知情的忧虑。有错失恐惧症的人也许并不清楚有什么被他们错过了，但仍然恐惧于在错过的那一刻别人可能有一段愉悦的时光或是非常有意义的经历。错失恐惧症由各种各样被错过的社交活动引起，例如谈话、电视剧、婚礼、派对、餐宴等。
错失恐惧症可能只是一种非常扩散性的心理状态，但可以导致诸如流汗等的生理反应和现实生活中的行为。根据一项在美国和英国进行的调查，多数成年的被称为Y世代的18～34岁的年轻人称由于害怕错失什么，可以对任何事情表示同意；半数以上的受访者说深入了解话题或者新的兴趣耗尽了他们大部分精力和时间。此外，错失恐惧症是增加社会化媒体的使用的动机之一，人们不停地使用社交媒体使得他们不能专心在教室里学习或驾驶汽车。另外，错失恐惧症可能会让人养成包括不停查看邮箱和社交媒体更新在内的不健康的上网习惯，使得人们不能在现实生活的社交互动中有充分的参与。
除了对现实的社交活动的影响以外，错失恐惧症还可能影响人们的长期目标和自我认知。近半数受访者称他们被大量信息淹没，但这些信息却又对他们跟上各项事情发展很重要，他们几乎不能错过其中的某件事。作为一种相对剥夺的过程，错失恐惧症增进了人们对其经历的不满，使人们产生了一种自己获得的更少的感觉。此外，错失恐惧症在人的整体心理健康上也起负面作用。通过社交媒体的使用，错失恐惧症被认为会触发负面的社交和情感经历，例如厌倦和孤独等。2013年的一项针对错失恐惧症的实验研究发现，错失恐惧症对人们的总体情绪和生活满意度有负面效应，而这也与此前的研究相一致。
在认知方面，错失恐惧症会进一步地让人逐渐认为“被打断”更像一种“联系”。错失恐惧症可能使人不断寻找更好、更有趣的社交联系，而放弃手中正在进行的联系，丝毫没有意识到前者仅仅是不同与当前的联系而已、前者不一定会更好的事实。 再者，对可能的社交互动的强调、对当前事务的不断保持了解要求人们非常投入其中，以致于个人安危被抛诸脑后。例如，人们边开车边发简讯这种现象如今非常常见，但实际上对当事人是有极大风险的。

## 起因与关联
通过对人们精神需求的观察，错失恐惧症可以归因于精神需求满足的长期或即时的亏欠，其流行于扩散导致了对他人的社交生活的了解透明化、实时信息量扩大化。根据使用與滿足研究，人们积极地选择和使用社交媒体来满足其特定需求，就像人们透过社交媒体来满足获取资讯和保持联络的需求中的那样。对于面临错失恐惧症的人们，由于社交媒体非常常用、使用成本也非常低，社交媒体的使用无疑是非常有吸引力的。
自我決定論则主张，自我效能（Competence）、与自我相关性（Relatedness）和自主与自决性（Autonomy）构成了人的三种基本精神需求。自我效能指的是尝试去了解个体本身所具有的能力，以及个体对于任务可能完成的结果与效能；与自我相关性是指基于想与他人互动的本能，该行为是否具有制造与他人互动的机会；自主与自决性是指该行为与动机是否是是发自内心，以及该行为是否是自我决策而非受他人影响。错失恐惧症在拥有上述精神满足等级较低的人群中更加严重；换言之，精神需求的满足于错失恐惧症有显著的关联。此外，大约四分之一的年轻人说自己曾经历过错失恐惧症。错失恐惧症被发现与年龄呈负相关，并且男性相较女性更容易患上错失恐惧症。

## 影响
Facebook、Foursquare、Twitter之类的社交媒体是寻求社会联系、提供更多的社会参与机会的技术手段。但是，对这些电子化服务的不健康使用习惯可能导致现实生活中社会交往的减少。但人们通过分享随心所思所感来表明自己的状态，他们也间接地传递了“我分享，故我在”的想法，这一想法则可能让人对社会交往与社会联系产生扭曲而错误的理解。如果越来越多的人通过分享讯息、吸引别人眼球来获得新奇感，他们也许就会渐渐地感到越发孤立和空虚。
社交媒体网站很大程度上促发了错失恐惧心理。人们会因为对别人的发文和其中展示的生活感到嫉妒，而滋生消极情感和负面情绪。而社交媒体则营造了这样一种易于参与而且位于核心的环境，使得人民得以时常刷新自己的资讯来源，并且从中了解到到别人此时此刻在做什么。Snapchat进一步地发挥了以上地观点：在Snapchat上，人们挂上照片、视频等来谈论其生活方方面面的故事，而这些故事只会在Snapchat上显示24小时。这些故事可能是他们刚吃的大餐的照片、他们刚去听的乡村音乐会的视频等等。这使得用户可以了解他们的朋友在过去一天做出的所有趣事，但也真切地使他们感到对错失这些的恐惧。在两所德国大学进行大研究聚焦于Facebook数据，研究人员发现，人们在使用社交媒体时会有负面情绪，因为他们看见了他们朋友至少在表面上非常完美的生活。经历错失恐惧症的人更倾向于使用社交媒体网站，因为他们感觉自己需要时刻“保持联络”。在社交媒体和手机面世之前，人们仅仅通过和朋友见面去了解他们在做什么；而如今，人们一键点击就可以检索过去一天他们错过了什么新鲜事。

## 应用
在这个新科技井喷的时代，利用错失恐惧症的吸引力来进行广告和市场营销活动并非新鲜事。公司或者品牌常常会告知其顾客这一经历或者交易“机不可失，时不再来”之类的话语；例如AT&T的关于“别落伍了（Don't be left behind）”的营销策划、金霸王旗下Powermat关于“保持掌控（Stay in charge）”的营销策划、喜力啤酒关于“日出”的营销策划等。其中，喜力啤酒的“日出”通过将过量饮酒描绘为错过派对中好时光的元凶，鼓励负责任地饮酒，从而规避了一般劝酒广告中关于饮酒对健康之危害的警告。然而，也有越来越多的品牌在广告和市场营销活动中反对错失恐惧症，例如雀巢的“醒来看看美好生活（Wake up to life）”营销活动。利用倒计时来清楚地展示顾客还有多久就要错过这次促销是利用错失焦虑的常见营销手段之一。
错失恐惧症也影响了电视收视率。人物状况以及事件的实时更新向消费者提供了更专注的媒体消费体验和更快的信息传播。超级碗的实况推文与其高收视率相辅相成。错失恐惧症造成的吸引力和社交媒体使用的流行被认为是其背后原因。

## 流行文化
- 在美国电视系列剧《老爸老妈的浪漫史》的第六季第十集中，“Blitz的诅咒”[3]常常发生在某一角色离开集体后，这位角色获得“Blitz的诅咒”因而错过了某件有趣或者神奇的事情，特别是该角色刚走就发生的事情。这一“诅咒”会使人有强烈的错失焦虑，使得该名角色不断试着确保自己没错过什么。[3]在其中一幕中，“诅咒”发生在了巴尼·斯廷森（尼爾·柏德烈·夏里斯饰演）身上，他错过了包括一次“违背物理规律的”抛硬币在内的神奇事件。[3]
- 错失恐惧症也是《勁爆女子監獄》各季的一贯主题，尤其是第五季；第五季的开篇集——“错失恐惧症骚乱（Riot Fomo）”强调了不同角色关于错失恐惧症的数不尽的例子。这一季关于错失恐惧症的例子中包括：罪犯们谈论害怕错过他们家人和孩子的重要时刻，他们的家人为联络他们所付出的一切；他们害怕他们的爱人和其他好友或伙伴出现在监狱，或是透过网络和新的发生告诉他们最近在发生什么；他们害怕收缴到手机或者电脑，了解或者跟上外面世界的发展；他们害怕知道新剧的流行趋势，聊到正如Zirconia所说的“无话可说也说个不停（keep talking even when there's nothing more to talk about）”；他们害怕希望与世隔绝、充实自己的一派和与时俱进、洞悉外界的一派决裂。剧中也介绍了两派之间的斗争（例如Suzanne和Aleida之间的斗争），也介绍了他们对于遮掩真相的人的愤怒（例如Black Cindy和Janae对Gloria的愤怒）。剧中人物Lorna Muccio因为跟踪一个她迷恋但对方不喜欢他的男子而入狱，而Kasey则因为社交媒体上对他重要的他与其闺蜜好上了的照片而渐渐不安，这些都体现了对浪漫关系相关错失恐惧症的极端反应。[28][29]
- Lush（英语：Lush (company)）有一款啫喱果冻面膜就叫FOMO，即错失恐惧症的英文缩写。 [30]

## 中文地区现状

### 中国大陆
新浪微博上曾进行的微调查结果显示，认为自己有严重的错失恐惧症的受访者占比达15.2%，认为自己完全没有错失恐惧症的受访者占比为21.7%，不会拒绝邀约的占比为17.4%，没带手机或没电就会心烦意乱（無手機恐懼症）的占比为58.7%，会一直使自己QQ保持在线的占19.6%，会一直查看邮箱的占8.7%，会一直刷微博查看最新话题的占32.6%。

### 臺灣
根据Hotels.com的调查，台湾旅客的社群恐慌症比例居于全球第一：4.2小时的平均观光时间中，手机使用时间就占了3小时。47%的台湾旅客承认自己发照片到网上只是为了炫耀，60%的人称自己在旅途中时常回复推文是为不脱节，远远高于全球平均的32%。

## 外部連結
- Tips to Get Over Your FOMO, or Fear of Missing Out | Anxiety and Depression Association of America, ADAA （页面存档备份，存于）
- FOMO Addiction: The Fear of Missing Out （页面存档备份，存于）